# AZS Katolicki Uniwersytet Lubelski
Klub Uczelniany Akademickiego Związku Sportowego Katolickiego Uniwersytetu Lubelskiego Jana Pawła II – wielosekcyjny uczelniany klub sportowy działający przy Katolickim Uniwersytecie Lubelskim Jana Pawła II w Lublinie. Został założony w 1922 roku.